# The Last Broadcast (film)
Pour l'album du groupe Doves, voir The Last Broadcast.
Pour plus de détails, voir Fiche technique et Distribution.
The Last Broadcast est un film d'horreur américain du genre found footage, écrit et réalisé par Stefan Avalos et Lance Weiler, sorti en 1998 aux États-Unis et directement en DVD et VHS en France le 10 janvier 2001.

## Synopsis
Le 15 décembre 1995, deux présentateurs et deux techniciens de l'émission de TV "Fiction ou Réalité" partent pour la forêt de New Jersey, avec l'intention de réaliser le premier reportage en direct sur les traces du légendaire "Diable du New Jersey". Un seul reviendra vivant.

## Fiche technique
- Titre : The Last Broadcast (La dernière émission en français)
- Réalisation : Stefan Avalos, Lance Weiler
- Scénario : Stefan Avalos, Lance Weiler
- Musique : Stefan Avalos, A.D. Roso
- Production : Stefan Avalos, A.D. Roso
- Budget : 900 $[2]
- Langue : anglais
- Genre : horreur
- Durée : 86 minutes
- Dates de sortie : 
  -  États-Unis : 9 mars 1998 en sortie sur un nombre limité d'écrans
  -  États-Unis : 23 octobre 1998 sur un nombre plus large d'écrans
  -  France : 10 janvier 2001 directement en DVD Film interdit aux moins de 16 ans à sa sortie. Film interdit aux moins de 12 ans aujourd'hui...

## Distribution
- David Beard - David Leigh, le cinéaste
- James Seward - James "Jim" L. Suerd, l'accusé
- Stefan Avalos - Steven "Johnny" Avkast, présentateur de "Fiction ou Réalité"
- Lance Weiler - Locus Wheeler, présentateur de "Fiction ou Réalité"
- Rein Clabbers - Rein Clackin
- Michele Pulaski - Michelle "Shelly" Monarch
- Tom Brunt - Thomas "Tom" Branski
- Mark Rublee - Clair Deforest
- A.D. Roso - Detective Anthony Rosi, l'inspecteur
- Dale Worstall - Dr. Dale Orstall, le psychologue de Jim
- Vann K. Weller - Vann K. Waller, le médecin légiste
- Sam Wells- Sam Woods, le réalisateur
- Jay MacDonald - Jay McDowell, le web designer
- Faith Weiler - Joyce Dryer, la patronne de Jim
- Marianne Connor - Mary Brenner, reporter télé

## Autour du film
Produit pour 900$, le film en a rapporté plus de 4 000 000$. Il est souvent cité comme source d'inspiration d'un autre film d'horreur found footage, Le Projet Blair Witch, sorti un an plus tard aux États-Unis, mais qui était déjà en pré-production au moment de la sortie de The Last Broadcast.